# رالی اروپای مرکزی
رالی اروپای مرکزی یک رقابت رالی اروپایی است که هرساله به مدت ۴ روز برگزار می‌شود در سال ۲۰۲۳ این رالی به عنوان بخشی از مسابقات رالی قهرمانی جهان که به میزبانی مشترک بین آلمان، اتریش و جمهوری چک بود برای اولین بار برگزار شد. این رالی در جنوب شرقی آلمان، در شهر پاسائو در بایرن برگزار می‌شود و مسیر آن معمولاً از جنس بتن آسفالتی است.

## برندگان
| فصل  | راننده     | کمک راننده     | تیم                         | خودرو                 | تایر | گزارش رویداد | قهرمانی           | منبع. |
| ---- | ---------- | -------------- | --------------------------- | --------------------- | ---- | ------------ | ----------------- | ----- |
| ۲۰۲۳ | تیری نوویل | مارتین ویدایگه | هیوندای شل موبیلز دبلیوآرتی | هیوندای آی۲۰ ان رالی۱ | P    | گزارش        | رالی قهرمانی جهان | [ ۳ ] |
| ۲۰۲۴ | اوت تاناک  | مارتین جروئوجا | هیوندای شل موبیلز دبلیوآرتی | هیوندای آی۲۰ ان رالی۱ | P    | گزارش        | رالی قهرمانی جهان | [ ۴ ] |